# ジョン・エヴァンズ (海賊)
ジョン・エヴァンズ（John Evans、? - 1723年）は、ウェールズ出身の海賊。

## 人物
ウェールズ出身のジョン・エヴァンズはかつてネヴィス島所属のスループ船の船長だった。1722年9月、船長の職を失ったエヴァンズはジャマイカ航路の船で働いていたが、そこで数人の仲間と意気投合し、カヌーでポートロイヤルまで漕ぎ出すと島の家に押し込み強盗を働いた。海へ出ることを希望した一味は海賊になることを決意し、バミューダ籍のスループ船に押し入ってエヴァンズが「俺がこの船の船長だ」と宣言した。船を手中に収めた一味は気晴らしとして旅籠で愉快に過ごした。旅籠の人々はこの客人に感服し、再度訪ねてほしいと願ったが、エヴァンズは夜中に旅籠から物を盗み出すことでこの願いを叶えた。
一味はスループ船に砲4門を積み込み、名をスコアラー号と改めた。イスパニョーラ島へ向かい、島の北部でスペインのスループ船を拿捕した。一味は少人数であったため分け前は1人150ポンドにもなった。さらなる獲物を求めてウィンドワード諸島へ向かった一味は、ポルトリコ沖にてジャマイカに向かう途中のドーヴ号を拿捕し、掠奪したのちに乗組員を仲間に加えて戦力の増強を図った。1723年1月11日、デシーダ島付近でルクレチア・アンド・キャサリン号を拿捕し、海賊の習慣に従って捕虜裁判を始めた。しかしこれを見たエヴァンズは「俺たちがほしいのは金だけだ」と言ってこれをやめさせ、掠奪を開始した。掠奪の後、一味はアルバ島でオランダ籍のスループ船を拿捕し、掠奪した。この分け前は1人あたり50ポンドになった。
傾船修理のためグランドケイマンに向かった一味だったが、不機嫌で騒々しい甲板長がエヴァンズといさかいを起こし、決闘することとなった。しかしこのならず者は自分で決闘を挑んだにもかかわらず上陸することを拒否した。これに憤慨したエヴァンズは彼を棒で殴りつけたが、この屈辱に我慢ならなかった甲板長はとっさにピストルを抜いてエヴァンズの頭を撃ち抜いてしまった。エヴァンズは即死だった。エヴァンズの死に乗組員たちはたいそう憤慨した。一味は逃走を図った甲板長を捕え、拷問して殺してしまおうということになった。砲手が甲板長の腹にピストルを撃ったが、彼はすぐには死ななかった。彼は罪を悔いるために後1週間生き延びたいと懇願したが、別の乗組員が「懺悔して地獄に行け」と言い放って止めを刺した。もはや航海術を知っているのがルクレチア・アンド・キャサリン号の航海士のみになってしまったため、乗組員たちは彼に指揮を執るよう頼んだが、彼はこの申し出を辞退した。結局一味は仲間を解散するほかなくなり、30人の海賊は9,000ポンドの金を持ってケイマン島に上陸した。一方、航海士はポートロイヤルに帰った。